# Lučavka královská

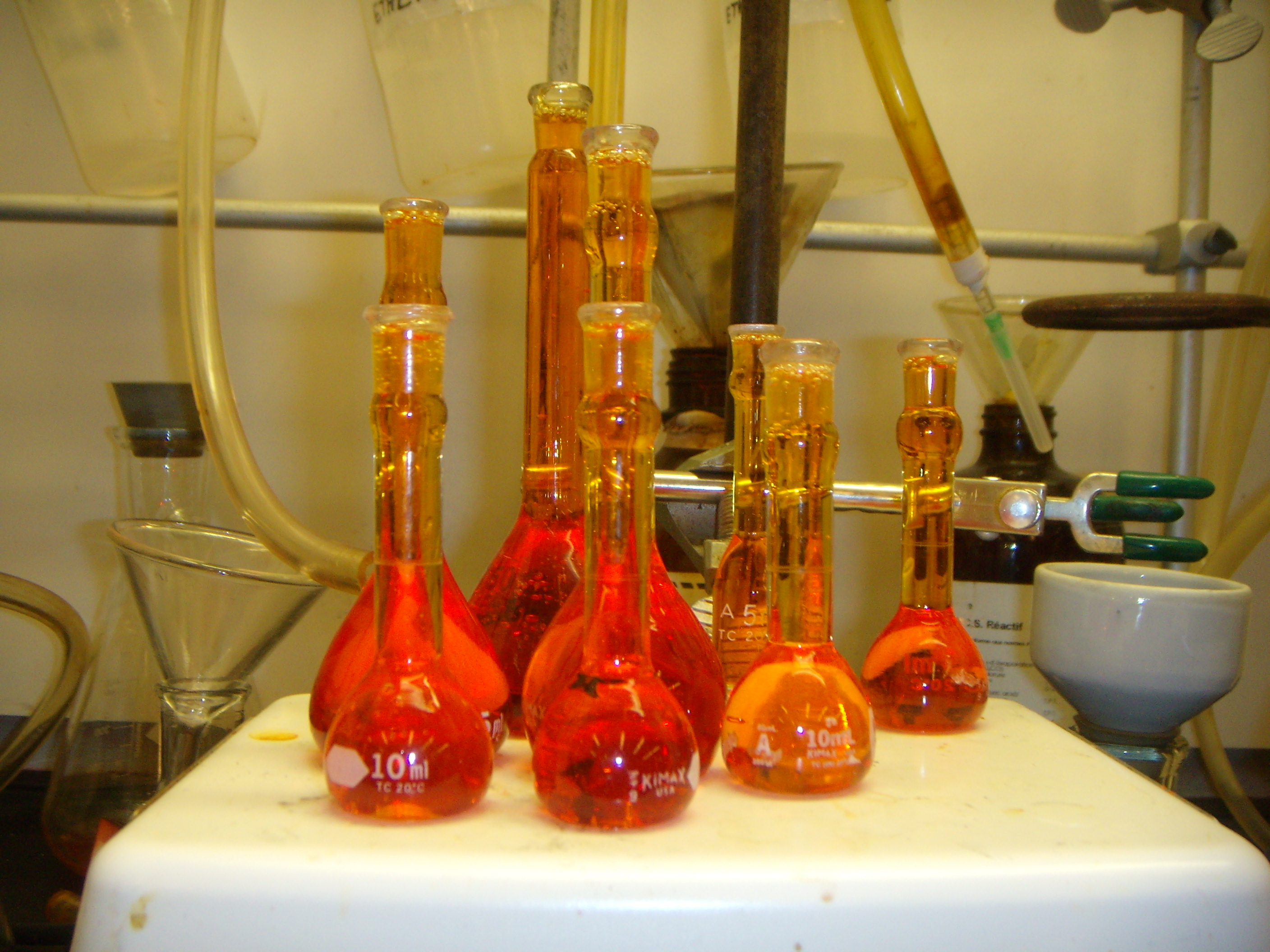
Čerstvě připravená lučavka k odstranění nánosů soli

Lučavka královská (latinsky aqua regia neboli královská voda, také acidum chloronitrosum) je dýmavá žlutohnědá kapalina používaná pro rozpouštění obtížně rozpustných prvků, vzácných (královských) kovů. Jde o směs koncentrované kyseliny dusičné (HNO3) a kyseliny chlorovodíkové (HCl) v objemovém poměru 1:3. Nevydrží dlouho, je potřeba ji namíchat bezprostředně před použitím.
Lučavka Leffortova, někdy též obrácená lučavka, je směs stejných kyselin v opačném poměru – 3 díly HNO3 na 1 díl HCl. Samotné slovo lučavka (aqua fortis) je výraz pro kyselinu dusičnou.

## Princip rozpouštění

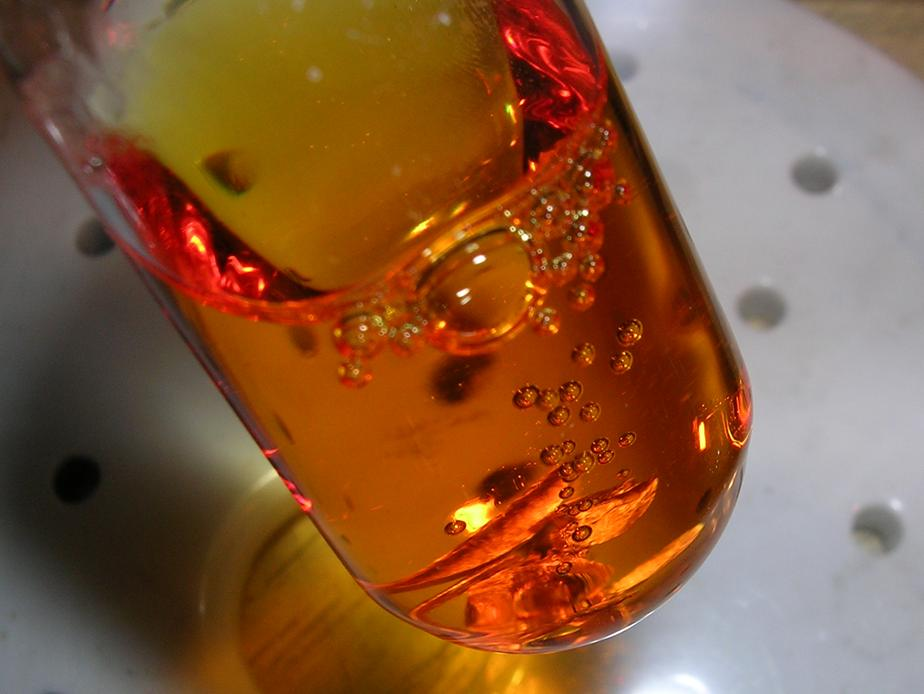
Rozpouštění platiny v lučavce královské

Lučavka královská dokáže rozpustit mnoho kovů snadněji než samotná kyselina dusičná. Lučavka královská rozpouští velmi odolné kovové prvky, jako jsou zlato a platina. Hlavním důvodem je, že v přítomnosti chloridových iontů se tvoří další reakční produkty: zlato a platina se rozpouštějí jako chloridové komplexy. Tvorba těchto chloridových komplexů usnadňuje oxidaci, což se odráží ve výrazně nižším redoxním potenciálu odpovídající reakce.
Lučavce královské odolávají titan, iridium, ruthenium, rhenium, tantal, niob, hafnium, osmium a rhodium.[zdroj⁠?!] Samotná kyselina dusičná ani chlorovodíková se zlatem a platinou prakticky nereagují. Stříbro se pasivuje vrstvou nerozpustného chloridu stříbrného. 
Kyselina dusičná má velmi silné oxidační vlastnosti, které způsobí rozpuštění nepatrného množství kovu.[zdroj⁠?!]
Au + 3NO −
3  + 6 H+ → Au3+ + 3 NO2 + 3 H2O
Chloridové ionty vytvoří s kovovými ionty z roztoku velmi stabilní komplexní ionty [AuCl4]− či [PtCl6]2−.
Au3+ + 4 Cl− → [AuCl4]−
Tím se koncentrace kovových iontů v roztoku sníží a rozpouštění pokračuje dále.
Zlato se dá zpět vyloučit za pomoci rtuti, která tvoří se zlatem amalgám.

## Historie
Lučavku královskou poprvé zmiňuje perský učenec Abú Bakr Mohammed ibn Zakaríja ar-Rází (854–925). Známa byla také perskému učenci Geberovi již v 8. století. Lučavku královskou popisuje i korpus latinského alchymistického díla z konce 13. a počátku 14. století, připisovaný neznámému alchymistovi, pro nějž se vžilo označení Pseudo-Geber.

## Zajímavost
Za druhé světové války během německé invaze do Dánska použil lučavku královskou nebývalým způsobem maďarský chemik George de Hevesy. Rozpustil v ní dvě zlaté medaile Nobelových cen pro Maxe von Laueho a Jamese Francka, aby je nacisté neukradli. Roztok položil na polici ve své laboratoři v Institutu Nielse Bohra. Po válce se vrátil, našel roztok neporušený a vysrážel z něj zlato zpět. Nobelova společnost pak znovu odlila medaile z původního zlata.